# Je la vois déjà en haut de l'affiche
Je la vois déjà en haut de l'affiche (推しが武道館いってくれたら死ぬ, Oshi ga Budōkan ittekuretara shinu, litt. « Si elle arrivait au Budokan, je mourrais ») est une série de manga écrite et dessinée par Auri Hirao. L'histoire dépeint la comédie entourant les activités de ChamJam, un certain groupe d'idol souterraines, et les fans (idol otaku) qui les soutiennent dans la préfecture d'Okayama. Le manga est actuellement prépubliée dans le magazine Monthly Comic Ryū de Tokuma Shoten depuis juin 2015.
Une adaptation en une série télévisée d'animation par le studio 8-Bit est diffusée entre le 10 janvier et le 27 mars 2020,.
Une adaptation en live action a été annoncée.

## Intrigue
Dans la préfecture d'Okayama, la freeter Eripiyo est une fan passionnée de Maina, la membre la moins populaire du groupe d'idol souterraines de 7 membres « ChamJam », au point d'être reconnue par les autres comme la fan no 1 de Maina, ce qu'elle assume totalement. Bien que Maina apprécie également Eripiyo, les conversations entre la fan adulatrice et la maladroite idol ne sont pas biens établies, et cela termine assez souvent sur des quiproquos. Si leur relation est au cœur de la série, les différents moments des autres idol et fans sont également représentés, dont ceux de Kumasa, qui a soutenu Reo avant même qu'elle ne rejoigne ChamJam, et de Motoi, qui est devenu fan de Sorane en tombant sérieusement amoureux d'elle.

## Personnages

### Personnages principaux
Eripiyo (えりぴよ)
Voix japonaise : Fairouz Ai,
Kumasa (くまさ)
Voix japonaise : Tomoaki Maeno (ja),
Motoi (基)
Voix japonaise : Yoshitaka Yamaya (ja),
Reina (玲奈)
Voix japonaise : Kana Ichinose,

### ChamJam
Maina Ichii (市井 舞菜, Ichii Maina)
Voix japonaise : Hina Tachibana (ja),
Reo Igarashi (五十嵐 れお, Igarashi Reo)
Voix japonaise : Kaede Hondo,
Sorane Matsuyama (松山 空音, Matsuyama Sorane)
Voix japonaise : Ikumi Hasegawa (ja),
Maki Hakata (伯方 眞妃, Hakata Maki)
Voix japonaise : Maya Enoyoshi (ja),
Yumeri Mizumori (水守 ゆめ莉, Mizumori Yumeri)
Voix japonaise : Kaori Ishihara,
Yūka Teramoto (寺本 優佳, Teramoto Yūka)
Voix japonaise : Misaki Watada (ja),
Aya Yokota (横田 文, Yokota Aya)
Voix japonaise : Manami Itō (ja),

## Productions et supports

### Manga
Oshi ga Budōkan ittekuretara shinu (推しが武道館いってくれたら死ぬ), écrit et dessiné par Auri Hirao, est prépublié depuis le 32e numéro de 2017 du magazine de prépublication de seinen manga , le Monthly Comic Ryū, paru le 19 juin 2015. Les chapitres sont rassemblés et édités dans le format tankōbon par Tokuma Shoten avec le premier volume publié en février 2016 ; la série compte à ce jour onze volumes tankōbon.

#### Liste des volumes
| no | Japonais          | Japonais          |
| no | Date de sortie    | ISBN              |
| -- | ----------------- | ----------------- |
| 1  | 13 février 2016   | 978-4-19-950491-4 |
| 2  | 16 septembre 2016 | 978-4-19-950527-0 |
| 3  | 13 juin 2017      | 978-4-19-950570-6 |
| 4  | 11 mai 2018       | 978-4-19-950622-2 |
| 5  | 13 décembre 2018  | 978-4-19-950658-1 |
| 6  | 12 octobre 2019   | 978-4-19-950689-5 |
| 7  | 11 décembre 2020  | 978-4-19-950725-0 |
| 8  | 13 décembre 2021  | 978-4-19-950761-8 |
| 9  | 13 septembre 2022 | 978-4-19-950789-2 |
| 10 | 13 janvier 2024   | 978-4-19-950841-7 |
| 11 | 13 décembre 2024  | 978-4-19-950887-5 |

### Anime

Logo français de la série.

Une adaptation en une série télévisée d'animation a été annoncée par Tokuma Shoten dans le numéro de juillet 2015 du Monthly Comic Ryū, publié le 19 mai 2018,. Celle-ci est réalisée par Yusuke Yamamoto chez 8-Bit avec les scripts écrits par Deko Akao et les character designs de Tomoyuki Shitaya et de Masaru Yonezawa, accompagnée d'une bande originale composée par Moe Hyūga,. La série est diffusée au Japon entre le 10 janvier et le 27 mars 2020 sur TBS, et un peu plus tard sur BS-TBS,. Douze épisodes composent la série, répartis dans deux coffrets Blu-ray et six coffrets DVD,.
Wakanim détient les droits de diffusion en simulcast de la série dans les pays francophones sous le titre Je la vois déjà en haut de l'affiche ; mais également en Allemagne, en Autriche, dans les pays nordiques et dans les pays russophones,,. En Amérique du Nord, la série est acquise par Funimation sous le titre If My Favorite Pop Idol Made It to the Budokan, I Would Die qui diffuse à la fois une version sous-titrée en simulcast et une version doublée en anglais.
La chanson de l'opening, intitulée Clover wish, est interprétée par le groupe ChamJam tandis que celle de l'ending, intitulée Momoiro Kataomoi (♡桃色片想い♡), est une reprise de la chanson d'Aya Matsuura interprétée par Fairouz Ai sous le nom de son personnage.

#### Liste des épisodes
| No | Titre français                        | Titre japonais                 | Titre japonais                         | Date de 1re diffusion |
| No | Titre français                        | Kanji                          | Rōmaji                                 | Date de 1re diffusion |
| -- | ------------------------------------- | ------------------------------ | -------------------------------------- | --------------------- |
| 1  | J'aime cette Maina-là                 | そんな舞菜を愛してる           | Sonna Maina o aishiteru                | 10 janvier 2020       |
| 2  | Être son meilleur fan                 | いちばん好きでいたい           | Ichiban suki de itai                   | 17 janvier 2020       |
| 3  | Est-ce que tu m'aimes ?               | わたしのこと好きですか？       | Watashi no koto suki desu ka?          | 24 janvier 2020       |
| 4  | Je ferai de toi la no 1               | 絶対、1位にするから            | Zettai, Ichii ni suru kara             | 31 janvier 2020       |
| 5  | Je ne peux qu'attendre                | わたしは待つことしかできない   | Watashi wa matsu koto shika dekinai    | 7 février 2020        |
| 6  | Tu étais tout pour moi                | ぼくの全てが君だった           | Boku no subete ga kimi datta           | 14 février 2020       |
| 7  | Je cours pour Maina                   | 舞菜のために走るんだ           | Maina no tame ni hashirun da           | 21 février 2020       |
| 8  | Fais partie de mon avenir             | わたしの未来にいてほしい       | Watashi no mirai ni ite hoshii         | 28 février 2020       |
| 9  | Pas en tant qu'otaku, mais qu'humaine | オタクじゃなく一人の人間として | Otaku janaku hitori no ningen to shite | 6 mars 2020           |
| 10 | Ta préférée n'est pas ton amie        | 推しは友達じゃないから         | Oshi wa tomodachi janai kara           | 13 mars 2020          |
| 11 | Ça tient presque du miracle           | いちばん、身近にある奇跡       | Ichiban, mijika ni aru kiseki          | 20 mars 2020          |
| 12 | Je la vois déjà en haut de l'affiche  | 推しが武道館いってくれたら     | Oshi ga Budōkan itte kuretara          | 27 mars 2020          |

## Accueil
En août 2017, la série est classée 11e dans la catégorie « Comics » d'après les votes pour la troisième édition des Next Manga Awards, organisés par le magazine Da Vinci de Media Factory et le site web Niconico.
Le manga est classé 12e pour les lecteurs dans l'édition de 2017 du guide Kono Manga ga sugoi! de Takarajimasha.
En décembre 2020, le tirage total de la série s'élève à plus de 800 000 copies.

### Annotations
1. ↑  La série est programmée pour la nuit du 9 janvier 2020 à 1 h 28, soit le 10 janvier à 1 h 28 JST.

### Sources
1. 1 2  (en) Jennifer Sherman, « Oshi ga Budōkan Ittekuretara Shinu Manga Gets Anime : Story centers on enthusiastic fan of minor idol », sur Anime News Network, 17 mai 2018 (consulté le 29 février 2020)
2. 1 2  (ja) « 平尾アウリ「推しが武道館いってくれたら死ぬ」1巻、アイドル×ファンの百合 », sur natalie.mu,‎ 14 février 2016 (consulté le 29 février 2020)
3. 1 2  (ja) « 平尾アウリがアイドル×ファンの百合描く「推しが武道館いってくれたら死ぬ」 », sur natalie.mu,‎ 19 juin 2015 (consulté le 29 février 2020)
4. 1 2  (en) Jennifer Sherman, « 'If My Favorite Pop Idol Made it to the Budokan, I Would Die' Anime's Video Reveals Hina Tachibana as Maina : Series premieres on January 9 », sur Anime News Network, 10 octobre 2019 (consulté le 29 février 2020)
5. 1 2  (ja) « ON AIR », sur Site officiel (consulté le 29 février 2020)
6. ↑  (en) Rafael Antonio Pineda, « 'If My Favorite Pop Idol Made it to the Budokan, I Would Die' Manga Gets Live-Action Adaptation : Auri Hirao's manga about enthusiastic fan of minor idol also inspired TV anime in January », sur Anime News Network, 10 décembre 2020 (consulté le 18 décembre 2020)
7. 1 2 3 4 5 6 7 8 9 10 11 12  (ja) « Staff & Cast », sur Site officiel (consulté le 11 juillet 2019)
8. 1 2  (en) Jennifer Sherman, « 'If My Favorite Pop Idol Made it to the Budokan, I Would Die' Anime Reveals Video, Cast, Staff : Ai Fairouz stars as Eripiyo in 2020 series », sur Anime News Network, 11 juillet 2019 (consulté le 29 février 2020)
9. 1 2  (en) Egan Loo, « 'If My Favorite Pop Idol Made it to the Budokan, I Would Die' Anime's 2nd Promo Unveils More Cast, January Debut : Tomoaki Maeno, Yoshitaka Yamaya join Ai Fairouz as underground idol otaku », sur Anime News Network, 1er septembre 2019 (consulté le 29 février 2020)
10. 1 2 3 4 5 6 7  (en) Jennifer Sherman, « 'If My Favorite Pop Idol Made it to the Budokan, I Would Die' Anime Reveals Video, Visual, Songs (Updated) : Kana Ichinose, Kaede Hondo, more join cast », sur Anime News Network, 28 novembre 2019 (consulté le 29 février 2020)
11. ↑  (ja) « 「推し武道」舞菜役に立花日菜！最新PV解禁、武道館の近くで先行上映会も », sur natalie.mu,‎ 11 octobre 2019 (consulté le 29 février 2020)
12. 1 2  (ja) « 【12月13日付】本日発売の単行本リスト », sur natalie.mu,‎ 13 décembre 2024 (consulté le 13 décembre 2024)
13. ↑  (ja) « 「推しが武道館いってくれたら死ぬ」アニメ化、アイドルとオタクの関係描く物語 », sur natalie.mu,‎ 19 mai 2018 (consulté le 29 février 2020)
14. ↑  (en) Rafael Antonio Pineda, « 8-Bit Animates 'If My Favorite Pop Idol Made it to the Budokan, I Would Die' Anime for 2020 Premiere : Story centers on enthusiastic fan of minor idol », sur Anime News Network, 4 juillet 2019 (consulté le 29 février 2020)
15. ↑  (ja) « product : 「推しが武道館いってくれたら死ぬ」 Blu-ray Vol.2 », sur Site officiel (consulté le 29 février 2020)
16. ↑  (ja) « product : 「推しが武道館いってくれたら死ぬ」 DVDシリーズ », sur Site officiel (consulté le 29 février 2020)
17. ↑  (en) « Chez Wakanim, Je la vois déjà en haut de l'affiche », sur manga-news.com, 9 janvier 2020 (consulté le 29 février 2020)
18. ↑  (de) ameheut, « DIE WINTER SERIEN FÜR 2020 SIND HIER! », sur Wakanim, 2 janvier 2020 (consulté le 29 février 2020)
19. ↑  (en) ameheut, « WINTER 2020 SERIES ARE HERE! », sur Wakanim, 2 janvier 2020 (consulté le 29 février 2020)
20. ↑  (ru) ameheut, « ОТКРОЙТЕ ДЛЯ СЕБЯ СЕРИАЛЫ ЗИМЫ 2020! », sur Wakanim,‎ 2 janvier 2020 (consulté le 29 février 2020)
21. ↑  (en) Crystalyn Hodgkins, « Funimation Adds Toilet-bound Hanako-kun, Isekai Quartet 2, 'If My Favorite Pop Idol Made It to the Budokan, I Would Die' Anime to Winter Lineup : Isekai Quartet 2 streams with dub only; other 2 series stream with both sub, dub », sur Anime News Network, 23 décembre 2019 (consulté le 29 février 2020)
22. ↑  (ja) « 「推し武道」最新PV＆ChamJamキャスト解禁、EDは「桃色片想い」カバー », sur natalie.mu,‎ 28 novembre 2019 (consulté le 29 février 2020)
23. ↑  (ja) « 「次にくるマンガ大賞」発表会、上位入賞者による記念イラストも公開 », sur natalie.mu,‎ 23 août 2017 (consulté le 29 février 2020)
24. ↑  (en) Karen Ressler, « Kono Manga ga Sugoi! Reveals 2017's Series Ranking for Male Readers : Tonegawa, Watashi no Shōnen, Fire Punch top list », sur Anime News Network, 9 décembre 2016 (consulté le 29 février 2020)

### Œuvres
Édition japonaise
1. 1 2  (ja) « 推しが武道館いってくれたら死ぬ　① », sur Tokuma Shoten (consulté le 29 février 2020)
2. 1 2  (ja) « 推しが武道館いってくれたら死ぬ　② », sur Tokuma Shoten (consulté le 29 février 2020)
3. 1 2  (ja) « 推しが武道館いってくれたら死ぬ　③ », sur Tokuma Shoten (consulté le 29 février 2020)
4. 1 2  (ja) « 推しが武道館いってくれたら死ぬ　④ », sur Tokuma Shoten (consulté le 29 février 2020)
5. 1 2  (ja) « 推しが武道館いってくれたら死ぬ　⑤ », sur Tokuma Shoten (consulté le 29 février 2020)
6. 1 2  (ja) « 推しが武道館いってくれたら死ぬ　⑥ », sur Tokuma Shoten (consulté le 29 février 2020)
7. 1 2  (ja) « 推しが武道館いってくれたら死ぬ　⑦ », sur Tokuma Shoten (consulté le 18 décembre 2020)
8. 1 2  (ja) « 推しが武道館いってくれたら死ぬ　⑧ », sur Tokuma Shoten (consulté le 2 novembre 2023)
9. 1 2  (ja) « 推しが武道館いってくれたら死ぬ　⑨ », sur Tokuma Shoten (consulté le 2 novembre 2023)
10. 1 2  (ja) « 推しが武道館いってくれたら死ぬ　⑩ », sur Tokuma Shoten (consulté le 2 janvier 2024)
11. 1 2  (ja) « 推しが武道館いってくれたら死ぬ　⑪ », sur Tokuma Shoten (consulté le 3 décembre 2024)